# Lago de la Roca

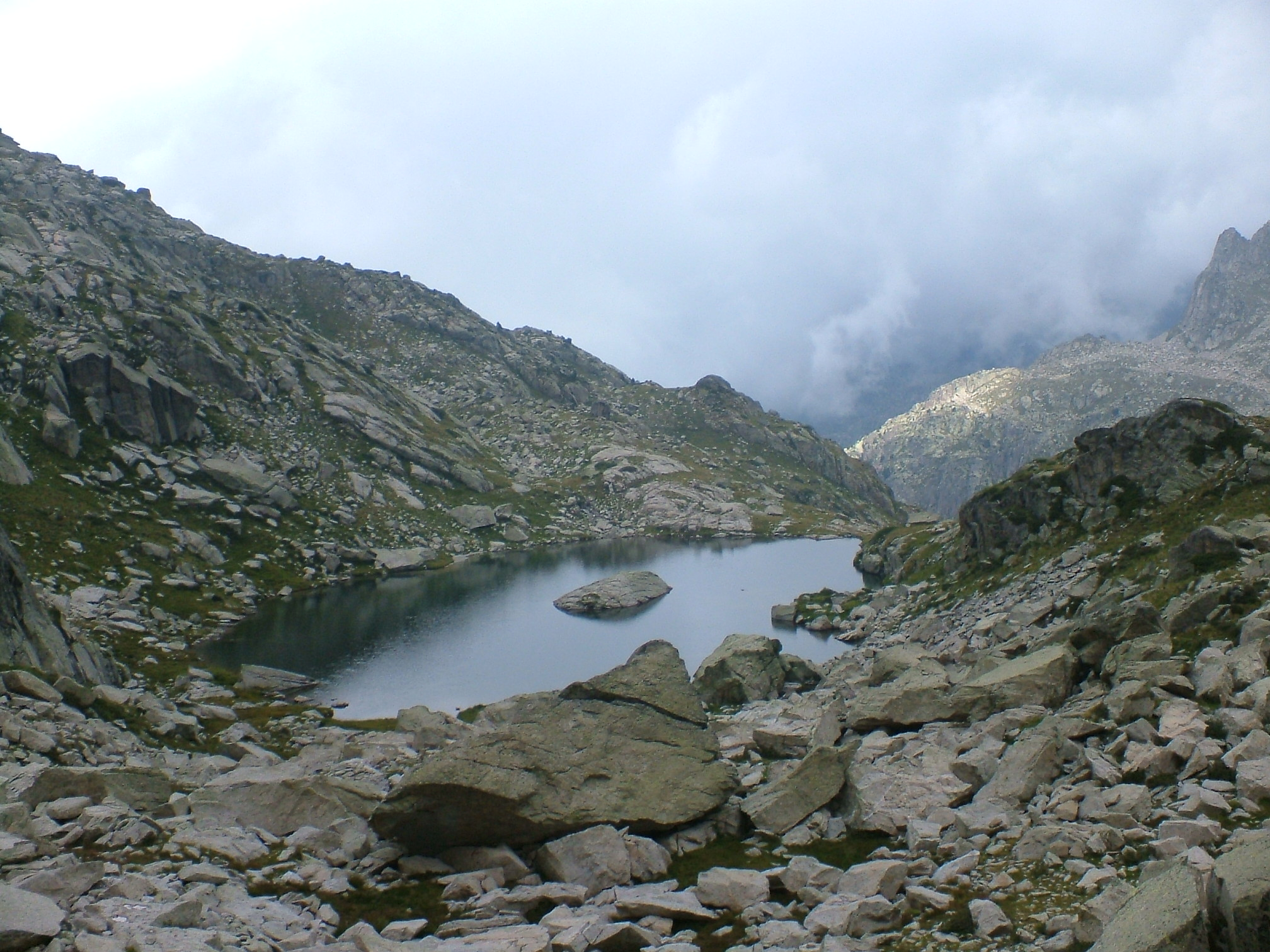
Lago de la Roca.

El lago de la Roca es un lago que se encuentra en el término municipal del Valle de Boí, en la comarca del alta Ribagorza, y dentro del parque nacional de Aigüestortes y Lago de San Mauricio.
El nombre le viene de la roca que sobresale en medio del lago.
El lago, de origen glacial, está situado a 2.397 metros de altitud, en el sector meridional del Valle de Colieto, a pies del Cuello de Comalesbienes, los Crestells de Colieto, el Coll de Colieto y el Pico de Contraix, que lo rodean por el sur. Drena hacia el lago Grande de Colieto (N).

## Rutas
La ruta sale desde el Refugio Joan Ventosa y Calvell, pasa por el Bassot de Colieto y l'Estany Grande de Colieto, abandona la vaguada del valle a medio camino del Collet de Contraix, donde coge dirección suroeste primero y sur finalmente.